# Regards de femmes
Pour plus de détails, voir Fiche technique et Distribution.
Regards de femmes est un documentaire français réalisé par Michel Amarger en 2005.

## Synopsis
Ce documentaire aborde l’expression des femmes africaines qui travaillent autour de l’image .

## Fiche technique
- Réalisation et scénario : Michel Amarger
- Production : Festival des Cinémas d’Afrique du Pays d’Apt
- Image : Mathieu Bergeron
- Son : Guisen
- Montage : Mathieu Bergeron

## Distribution
Elles et ils parlent de leur métier , :
- Naki Sy Savané : actrice
- Safi Faye : réalisatrice
- Bill Kouélany : plasticienne
- Rahmatou Keïta
- Mahamat-Saleh Haroun : cinéaste
- Moussa Touré : cinéaste
- Toussaint Tiendrébéogo : producteur